# Jacek Krawczyk (pływak)
Jacek Tomasz Krawczyk (ur. 1 stycznia 1949 w Katowicach) – polski sportowiec, 18-krotny mistrz Polski w pływaniu (w stylu motylkowym i zmiennym), 14-krotny rekordzista Polski na basenie 25-metrowym i 16-krotny rekordzista na basenie 50-metrowym, uczestnik Igrzysk Olimpijskich 1968 roku w Meksyku, gdzie na 200 m stylem motylkowym odpadł w eliminacjach z 24. czasem, na 200 m stylem zmiennym odpadł w eliminacjach z 25. czasem, a na 400 m stylem zmiennym odpadł w eliminacjach z 22. czasem. Uczestnik i medalista mistrzostw świata w ratownictwie wodnym (1978, 1981, 1983), później uczestnik, zwycięzca i rekordzista międzynarodowych zawodów w pływaniu w różnych kategoriach wiekowych „mastersów”.
Maturę zdał w 1967 w II Liceum Ogólnokształcącym im. Piastów Śląskich we Wrocławiu, potem (1972) uzyskał dyplom magistra wychowania fizycznego na warszawskiej AWF. Później pracownik naukowy tej uczelni.